# Ballenschliff

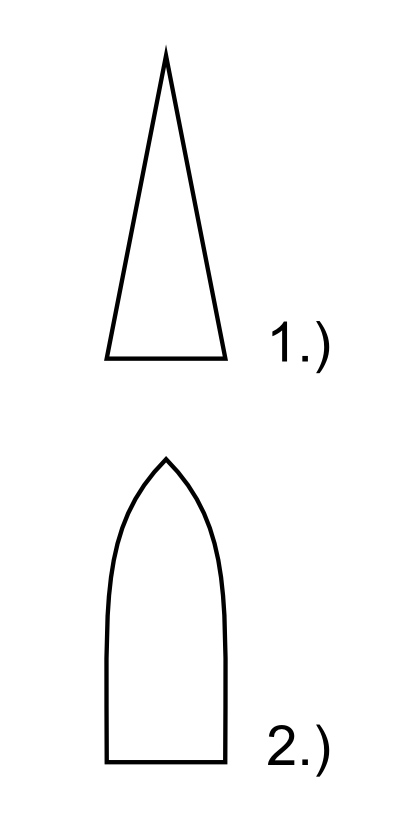
Klingenschliffarten:
1.) Flachschliff
2.) balliger Schliff

Als Ballenschliff, auch ballig geschliffen, bezeichnet man eine Klingenform, die im Querschnitt einen spitzen Bogen bildet. Diese Schliffart nennt man auch Eisenhauer-Schliff.
Diese Klingengeometrie ist äußerst stabil und die Klinge verkeilt sich nicht so leicht bei einem Schlag in feste Materialien (Holz, Knochen). Hackmesser und Äxte werden ballig geschliffen, um diesen Vorteil praktisch zu nutzen. Dafür muss in Kauf genommen werden, dass die Klinge weniger schneidfähig ist als beim Flachschliff. Auch ist der Schneidkantenwinkel beim Schleifen schwieriger einzuhalten.
Eine Klinge wird ballig geschliffen, indem man den Schleifwinkel auf einem Schleifstein sukzessive erhöht.
Eine andere Möglichkeit ist die Verwendung einer weichen Unterlage. Dabei schmiegt sich das Schleifmittel in einer Rundung um das Schleifgut.
Ein balliger Schliff kann auch ungewollt durch ein unsachgemäßes Schleifen der Klinge entstehen.